# Рацот
Рацот (пол. Racot, нім. Razot) — село в Польщі, у гміні Косцян Косцянського повіту Великопольського воєводства.
Населення — 1252 особи (2011).
У 1975-1998 роках село належало до Лешненського воєводства.

## Демографія
Демографічна структура станом на 31 березня 2011 року:
|          | Загалом | Допрацездатний вік | Працездатний вік | Постпрацездатний вік |
| -------- | ------- | ------------------ | ---------------- | -------------------- |
| Чоловіки | 618     | 137                | 418              | 63                   |
| Жінки    | 634     | 121                | 385              | 128                  |
| Разом    | 1252    | 258                | 803              | 191                  |